# Gesamtanlage Ortskern Laufen

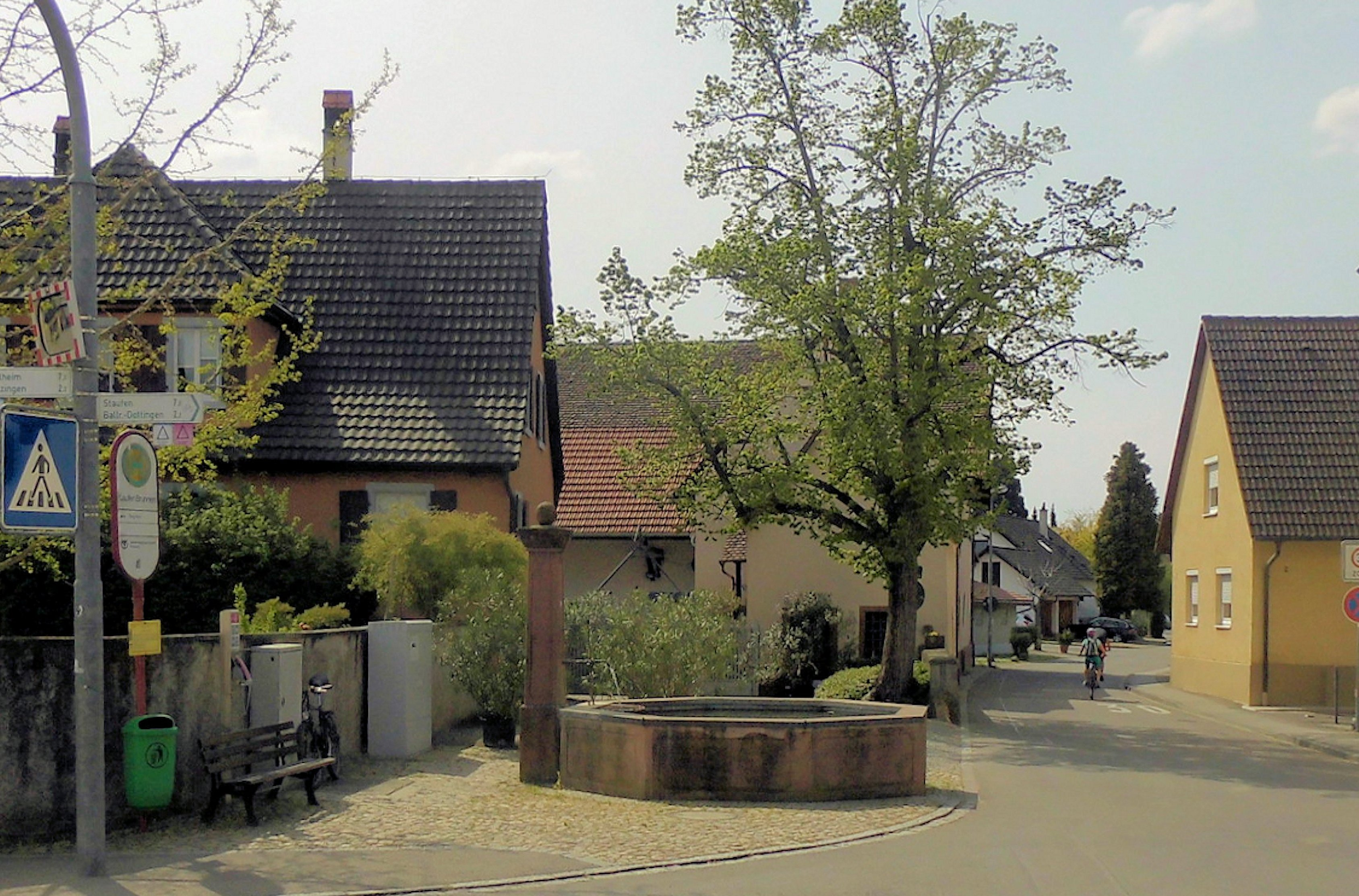
Denkmalgeschützter Brunnen in der Hohlenbergstraße Ecke Weinstraße

Die Gesamtanlage Ortskern Laufen ist ein denkmalgeschütztes Ensemble in Laufen, einem Stadtteil von Sulzburg im Landkreis Breisgau-Hochschwarzwald in Baden-Württemberg. Geschützt ist seit 2009. der Ortskern als Teil eines typischen Haufendorfes, das sich an einem Wegekreuz entwickelt hat.

## Allgemeines
Gesamtanlagen schützen gemäß § 19 Denkmalschutzgesetz Baden-Württemberg Straßen-, Platz- und Ortsbilder, an deren Erhaltung aus wissenschaftlichen, künstlerischen oder heimatgeschichtlichen Gründen ein besonderes öffentliches Interesse besteht. Geschützt ist das überlieferte Erscheinungsbild der Gesamtanlage mit seinen Bestandteilen und Merkmalen. Neben Bauwerken zählen dazu auch Straßen- und Platzräume oder Grün- und Freiflächen. Schützenswert können außerdem die topographische Lage, der Ortsgrundriss oder eine Stadtsilhouette sein. Der Gesamtanlagenschutz umfasst bei Gebäuden nur die von außen sichtbaren Teile; bei Kulturdenkmalen innerhalb der Gesamtanlage, die zusätzlich nach anderen Bestimmungen des Gesetzes geschützt sind, ist darüber hinaus auch das Innere Gegenstand des Denkmalschutzes.

## Beschreibung
Laufen ist heute ein dicht bebautes Haufendorf mit einem klar strukturierten Grundriss. Die Hauptachse der Weinstraße ist das zentrale Rückgrat mit beidseitig abgehenden, innerörtlichen Erschließungsgassen. Ausgehend von dem historischen Kernbereich um die heutige Schlossanlage, mit dem nördlich davon liegenden Pfarrhof, erstreckt sich der Ort entlang der Weinstraße. Innerhalb des historischen Ortskernes stehen ein- und zweigeschossige, sowohl giebel- als auch traufständige Gebäude, die gewöhnlich ein Satteldach und vereinzelt auch Walmdächer besitzen. Dort befinden sich auch einige, zumeist sehr dominante und stets traufständig stehende Gasthäuser. Prägend für den Weinort sind die stattlichen bäuerlichen Hofanlagen, welche sich über den gesamten historischen Ortskern verteilen. Bemerkenswert ist hierbei besonders der zumeist gute Erhaltungsgrad dieser Hofanlagen mit Wohnhaus, Ökonomie- und Nebengebäuden, Hoffläche und oftmals noch vorhandenem, eingefriedetem Bauerngarten. Wie alte Unterlagen belegen, dürfte sich der Siedlungsgrundriss seit mittelalterlicher Zeit nahezu unverändert erhalten haben. Eine wesentliche Veränderung des Dorfbildes kam lediglich ab der Mitte des 19. Jahrhunderts mit dem Neubau von Kirche und Schlossanlage. Diese Tatsache begründet die Qualität der Ortskerns als Gesamtanlage gemäß § 19 Denkmalschutzgesetz (Baden-Württemberg). 